# NGC 2849
NGC 2849 (również OCL 756 lub ESO 314-SC13) – gromada otwarta znajdująca się w gwiazdozbiorze Żagla. Odkrył ją John Herschel 22 stycznia 1838 roku. Jest położona w odległości ok. 20,9 tys. lat świetlnych od Słońca.